# Nédonchel
Nédonchel è un comune francese di 243 abitanti situato nel dipartimento del Passo di Calais nella regione dell'Alta Francia.
Il suo territorio è bagnato dal fiume Nave. 

## Società

### Evoluzione demografica
Abitanti censiti